# 丁文甲
丁 文甲（チョン・ムンガプ、朝鮮語: 정문갑、1905年9月29日 - 1977年5月9日または5月19日）は、大韓民国の政治家。元全羅南道議会議員・第2代議長、第5代韓国国会議員（参議院議員）。

## 経歴
全羅南道高興郡出身。順天梅山学校（現・(順天梅山中学校）卒。和信連鎖株式会社専務理事、浦頭水利組合長、大韓水利組合連合会全南評議員などを務めた。
1977年5月19日に光州市内の自宅で老衰により死去、享年73。